# Omen (musikalbum av Antestor)
Omen är det norska kristna black metal-bandet Antestors fjärde studioalbum, utgivet 2012 av skivbolaget Bombworks Records.

## Låtlista
1. "Treacherous Domain" (Ronny Hansen/Robert Bordevik) – 5:32
2. "Unchained" (Hansen/Lars Stokstad) – 3:57
3. "In Solitude" (Hansen/Thor Georg Buer/Stokstad) – 4:34
4. "The Kindling" (Hansen/Stokstad) – 3:28
5. "Remnants" (Hansen/Bordevik) – 6:01
6. "All Towers Must Fall" (Erik Normann Aanonsen/Stokstad) – 6:48
7. "Torn Apart" (Hansen/Stokstad) – 4:19
8. "Tilflukt" (Aanonsen)– 3:42
9. "Benighted" (Hansen/Stokstad/Morten Sigmund Magerøy) – 4:52
10. "Mørkets grøde" (Buer/Aanonsen/Stokstad) – 6:00

## Medverkande
Musiker (Antestor-medlemmar)
- Lars Stokstad – gitarr
- Ronny Hansen – sång
- Jo Henning Børven – trummor
- Robert Bordevik – gitarr, bakgrundssång
- Nickolas Main Henriksen – keyboard
- Erik Normann Aanonsen – basgitarr
- Thor Georg Buer – gitarr

Bidragande musiker
- Jo Einar Sterten Jansen  – hardingfela
- Morten Sigmund Magerøy – sång

Produktion
- Antestor – producent, ljudtekniker
- Erik Tordsson – ljudtekniker, ljudmix, mastring
- Erik Normann Aanonsen – ljudtekniker, mixning (spår 8)
- James William Makepeace – ljudtekniker, mixning (spår 8)
- Vegar Bakken – omslagsdesign
- Zdzisław Beksiński – omslagskonst
- Ina Anett Husom Larsen – foto

### Fotnoter
1. ↑  Omen på discogs.com